# Pyrausta hyalistis
Pyrausta hyalistis là một loài bướm đêm trong họ Crambidae.